# Park Na-rae
Park Na-rae (Hangul:박나래) es una comediante de Corea del Sur.

## Vida personal
El 2 de marzo de 2022, su agencia anunció que había dado positivo a COVID-19.

## Carrera
Es miembro de la bajo la agencia JDB Entertainment.

## Filmografía

### Espectáculos de variedades
| Año             | Programa                   | Red         | Rol                | Notas                                              |
| --------------- | -------------------------- | ----------- | ------------------ | -------------------------------------------------- |
| 2019 - presente | Little Forest              | SBS         | Miembro            | [ 3 ] [ 4 ]                                        |
| 2017 - presente | I Live Alone               | MBC         | Miembro del elenco | ep. 178–presente                                   |
| 2016 - presente | Video Star                 | MBC Every 1 | presentadora       | junto a Kim Sook, Park So-hyun y Jun Hyo-seong     |
| 2012 - presente | Comedy Big League          | tvN         | elenco             | temporada 3, 4, 5                                  |
| 2006            | Gag Concert                | KBS2        | elenco             |                                                    |
| 2015            | My Little Television       | MBC         | elenco             | ep. 27–28                                          |
| 2015            | I Can See Your Voice       | Mnet, tvN   | miembro del panel  | ep. 3 (equipo detective)                           |
| 2015–2016       | Same Bed, Different Dreams | SBS         | Panelista          | ep. 27, 29, 45                                     |
| 2015–2016       | Vitamin                    | KBS2        | panelista          | ep. 606–626                                        |
| 2016            | Hit the Stage              | Mnet        | Panelista          | ep. 1–10                                           |
| 2016            | Singing Battle – Victory   | KBS2        | Concursante        | ep. 2–5 (equipo de Kangta (segundo y tercer juego) |
| 2016            | Lipstick Prince            | OnStyle     | Invitada           | ep. 3                                              |
| 2017            | Battle Trip                | KBS2        | Concursante        | ep. 35–36 - junto a Jang Do-yeon                   |
| 2017            | Oppa Thinking              | MBC         | Interna            | ep. 7                                              |
| 2017            | Battle Trip                | KBS2        | Concursante        | ep. 63–64 - junto a Lee Guk-joo                    |
| 2017            | Salty Tour                 | tvN         | Elenco             | ep. 1–presente                                     |
| 2018            | Busted!                    | Netflix     | Invitada           | ep. 1                                              |

### Eventos
| Año  | Programa                 | Red | Notas          |
| ---- | ------------------------ | --- | -------------- |
| 2019 | SBS Entertainment Awards | SBS | copresentadora |

### Series de televisión
| Año  | Título                            | Red  | Personaje                    | Notas                        |
| ---- | --------------------------------- | ---- | ---------------------------- | ---------------------------- |
| 2014 | Plus Nine Boys                    | tvN  | Comediante                   | Cameo                        |
| 2014 | Modern Farmer                     | SBS  | participación especial/cameo |                              |
| 2015 | Misaengmul                        | tvN  | Shin Da-eun                  | Personaje de apoyo           |
| 2016 | The Sound of Your Heart           | KBS2 | Ella misma                   | participación especial/cameo |
| 2017 | Rebel: Thief Who Stole the People | MBC  | Intérprete                   | aparición especial           |

### Presentadora
| Año  | Título                    | Notas                     |
| ---- | ------------------------- | ------------------------- |
| 2021 | 57th Baeksang Arts Awards | presentadora de categoría |

## Premios y nominaciones
| Año  | Premio                                              | Categoría                                                | Nominación                            | Resultado | Ref.          |
| ---- | --------------------------------------------------- | -------------------------------------------------------- | ------------------------------------- | --------- | ------------- |
| 2015 | MBC Entertainment Awards                            | mejor novato musical o talk show                         |                                       | Ganadora  | [ 25 ]        |
| 2015 | 23rd Korean Culture and Entertainment Awards        | premio a mejor comediante                                |                                       | Ganadora  | [ 26 ]        |
| 2016 | 52nd Baeksang Arts Awards                           | mejor en variedades -categoría femenina                  | Comedy Big League                     | Nominada  |               |
| 2016 | MBC Entertainment Awards                            | excelencia en programa de variedades, categoría femenina | I Live Alone, We Got Married Season 4 | Ganadora  | [ 27 ]        |
| 2016 | tvN10 Awards                                        | mejor comediante                                         | Comedy Big League                     | Nominada  | [ 28 ]        |
| 2016 | tvN10 Awards                                        | hecha en tvN, actriz de variedad                         | Comedy Big League                     | Nominada  | [ 28 ]        |
| 2017 | 53rd Baeksang Arts Awards                           | mejor en variedades -categoría femenina                  | I Live Alone                          | Ganadora  | [ 29 ]        |
| 2017 | 2017 MBC Entertainment Awards                       | excelencia en programa de variedades, categoría femenina | I Live Alone                          | Ganadora  | [ 30 ] [ 31 ] |
| 2017 | 2017 MBC Entertainment Awards                       | mejor pareja junto a Kian84                              | I Live Alone                          | Ganadora  | [ 30 ] [ 31 ] |
| 2017 | 2017 MBC Entertainment Awards                       | Grand Prize (Daesang)                                    | I Live Alone                          | Nominada  | [ 30 ] [ 31 ] |
| 2017 | 2017 SBS Entertainment Awards                       | premio icono                                             | "Copy and Paste" Show                 | Ganadora  | [ 32 ] [ 33 ] |
| 2018 | Best Couple Award (junto a Kian84)                  | 18th MBC Entertainment Award                             | I Live Alone                          | Nominados |               |
| 2018 | Best Couple Award (junto a Kim Choong-jae)          | 18th MBC Entertainment Award                             | I Live Alone                          | Nominados |               |
| 2018 | Grand Prize (Daesang)                               | 18th MBC Entertainment Award                             | I Live Alone                          | Nominada  |               |
| 2018 | Entertainer of the Year Award                       | 18th MBC Entertainment Award                             | I Live Alone                          | Ganadora  | [ 34 ]        |
| 2019 | Female Variety Star                                 | Brand of the Year Award                                  | -                                     | Ganadora  | [ 35 ]        |
| 2019 | Best MC                                             | 46th Korean Broadcasting Award                           | I Live Alone                          | Ganadora  | [ 36 ]        |
| 2019 | SNS Star Award                                      | 2019 SBS Entertainment Award                             | Little Forest                         | Ganadora  | [ 37 ]        |
| 2019 | Daesang (Grand Prize)                               | 2019 MBC Entertainment Award                             | -                                     | Ganadora  | [ 38 ]        |
| 2019 | Entertainer of the Year                             | 2019 MBC Entertainment Award                             | -                                     | Ganadora  |               |
| 2020 | Best Variety Performer – Female                     | 56th Baeksang Arts Award                                 | I Live Alone                          | Ganadora  | [ 39 ]        |
| 2020 | Hot Star Award (OTT) (junto a Jang Do-yeon)         | SBS Entertainment Award                                  | PJ Date Consulting                    | Ganaron   | [ 40 ] [ 41 ] |
| 2020 | Entertainer of the Year                             | 2020 MBC Entertainment Award                             | -                                     | Ganó      | [ 42 ]        |
| 2020 | Digital Content Award (junto a Han Hye-jin y Hwasa) | 2020 MBC Entertainment Award                             | Home Alone: Girls’ Secret Party       | Ganaron   |               |
| 2021 | Entertainer of the Year                             | MBC Entertainment Award                                  | -                                     | Ganó      | [ 43 ]        |